# أماندا ستيل
أماندا ستيل (بالإنجليزية: Amanda Steele)‏ هي يوتيوبية وعارضة وممثلة أمريكية، ولدت في 26 يوليو 1999 في شاطئ هنتنغتون في الولايات المتحدة.